# Melanocenchris monoica
Melanocenchris monoica är en gräsart som först beskrevs av Johan Peter Rottler, och fick sitt nu gällande namn av Cecil Ernest Claude Fischer. Melanocenchris monoica ingår i släktet Melanocenchris och familjen gräs. Inga underarter finns listade i Catalogue of Life.